# Avenue de Jette
L'avenue de Jette (en néerlandais : Jetselaan) est une avenue bruxelloise des communes de Koekelberg, de Jette et de Ganshoren.

## Situation
La partie koekelbergeoise de l'avenue va, pour les numéros impairs, de la place Eugène Simonis à la limite avec la commune de Jette en passant par l’avenue des Gloires Nationales, et, pour les numéros pairs, de la place Eugène Simonis à la limite avec la commune de Jette en passant par la rue De Neck et la rue des Archers.
Longue de 225 mètres pour sa partie koekelbergeoise, avec une emprise de 30 mètres autorisant une double chaussée, sa numérotation va, sur cette commune, de 1 à 73 pour le côté impair et de 2 à 116 pour le côté pair.

## Historique
Le tracé de principe de l’avenue de Jette est établi dès 1868 et sera conforté en 1880 lors de l’adoption du plan définitif du Quartier Royal de Koekelberg. Ce plan a été élaboré par Victor Besme, inspecteur voyer chargé à partir de 1859 de l’aménagement des faubourgs de Bruxelles. Son appellation sera adoptée d’emblée par les deux principales communes concernées : Koekelberg et Jette.
L’avenue de Jette fait partie de la voirie à statut régional.
En 1904, dans le cadre de l’électrification de la ligne de tramway Bourse-Jette de la Société générale de chemins de fer économiques – connue sous l’appellation les "Économiques” –, des rails sont posés sur la chaussée, du côté des numéros pairs. Ils permettent de doubler la voie unique de la chaussée de Jette, installée en 1896, et qui servira dès lors exclusivement au retour vers la Bourse. Une seconde voie sera posée en 1912 du côté des numéros impairs et la ligne Bourse-Jette cessera d’emprunter la chaussée de Jette à partir de 1928, date de la reprise des "Économiques” par la SA Les tramways bruxellois. La mise en site propre central se fera en 1971 et la construction de la rampe d’accès au tunnel menant à la station souterraine Simonis aura lieu en 1985. Le tram 19 de la Stib assure désormais la liaison Grand Bigard-De Wand.

## Bâtiments remarquables et lieux de mémoire

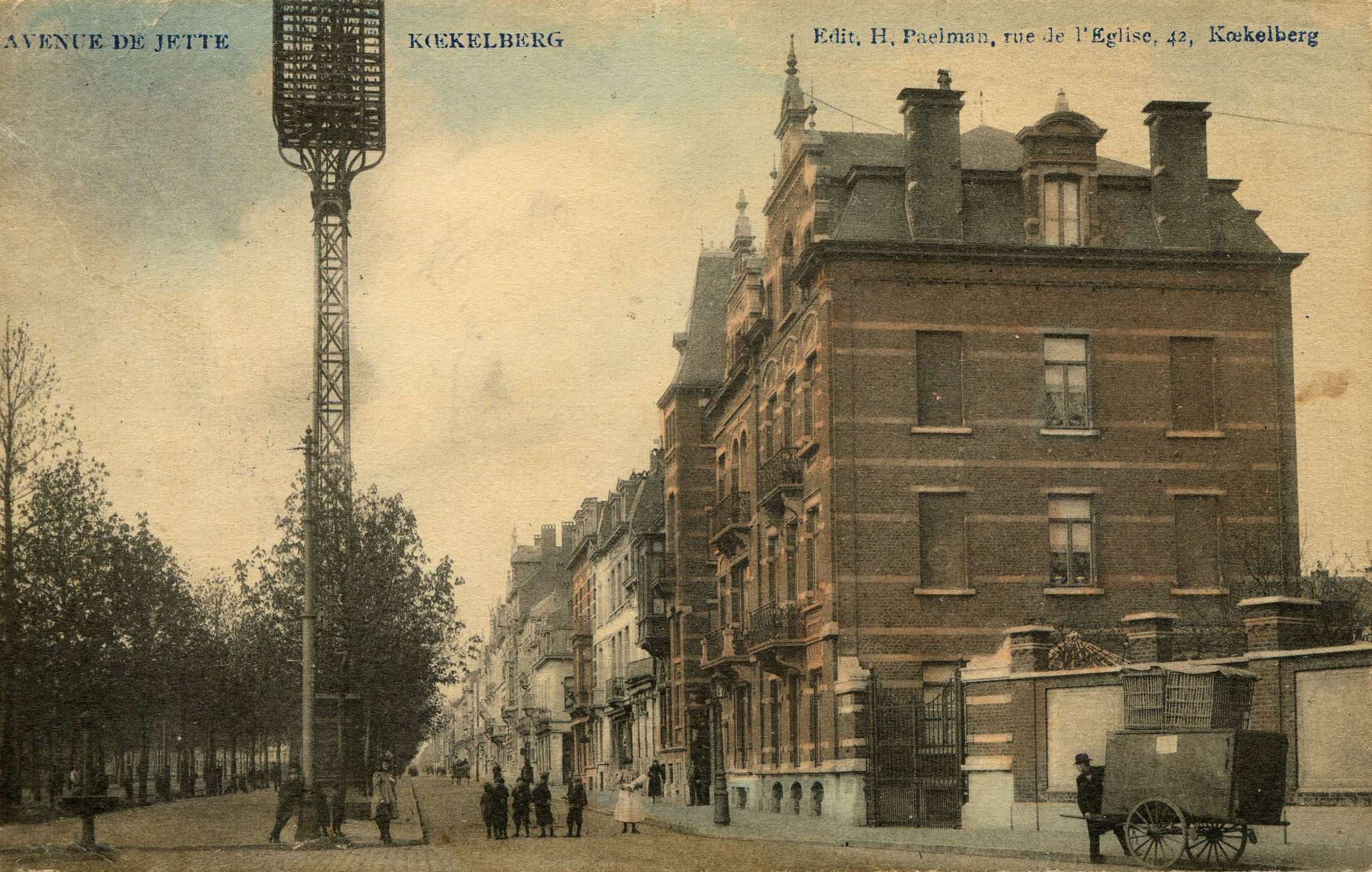
Avenue de Jette. Koekelberg. Vue de la place Eugène Simonis. Vers 1910.
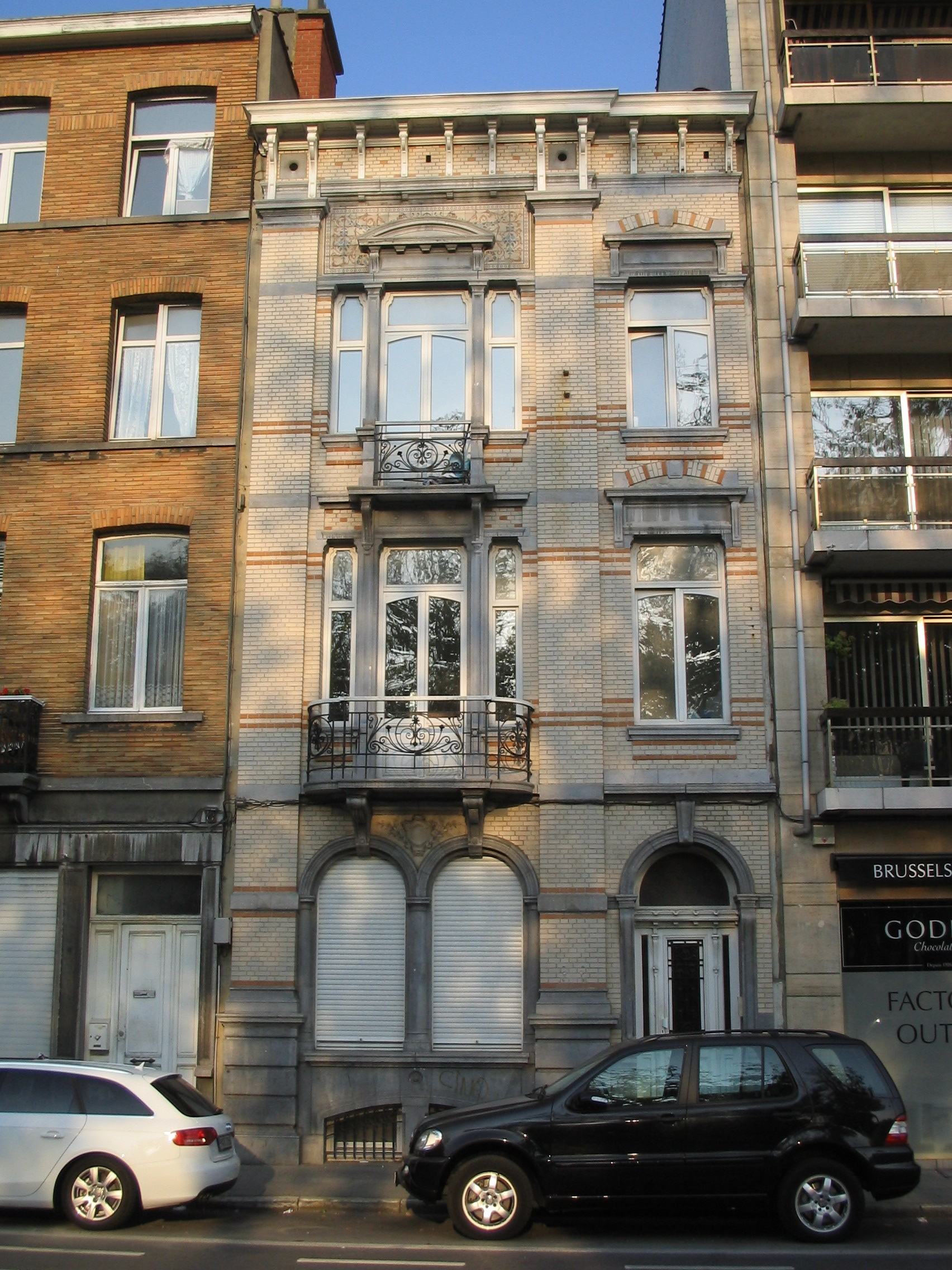
8 avenue de Jette. Koekelberg.
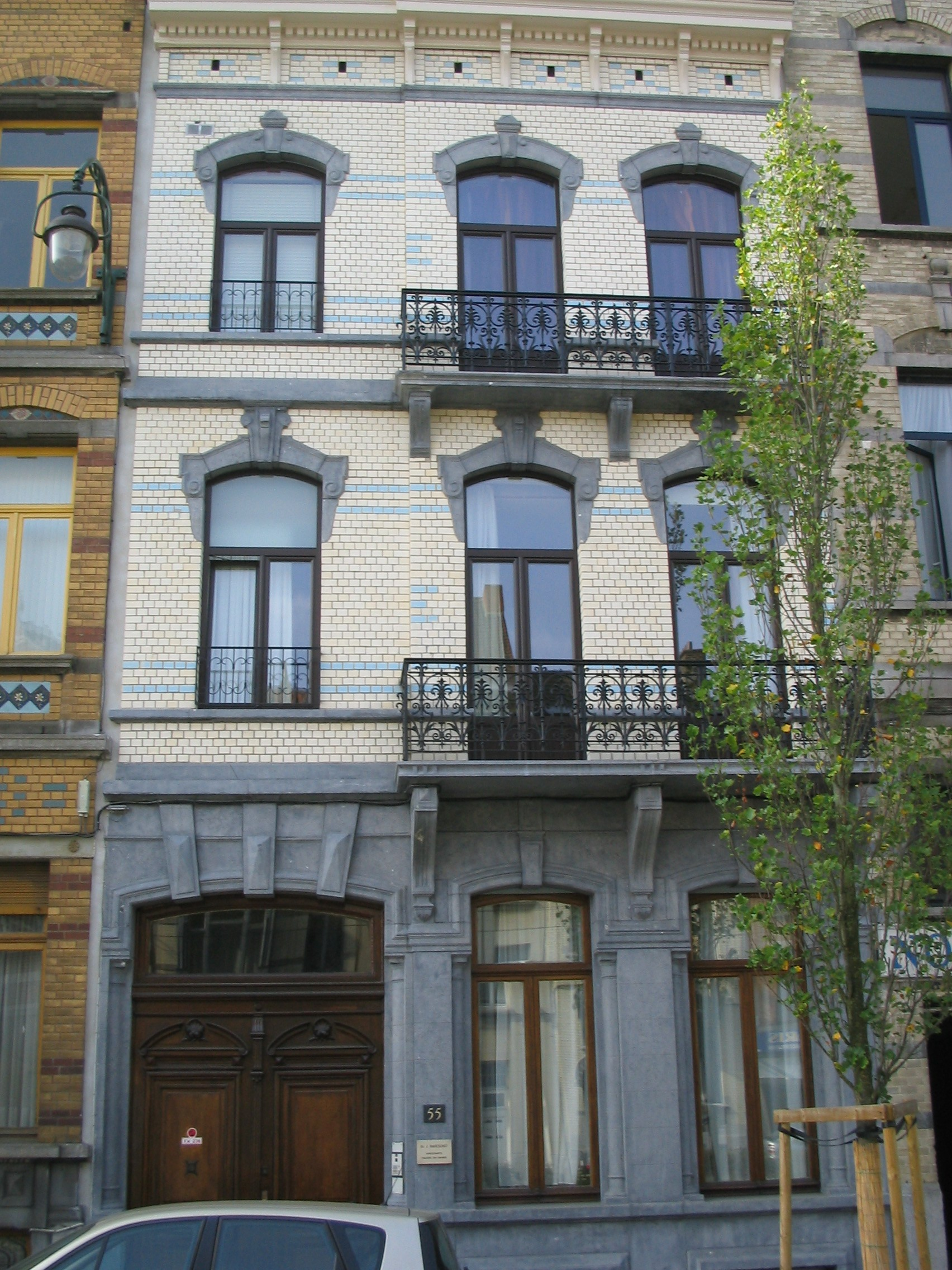
55 avenue de Jette. Koekelberg.
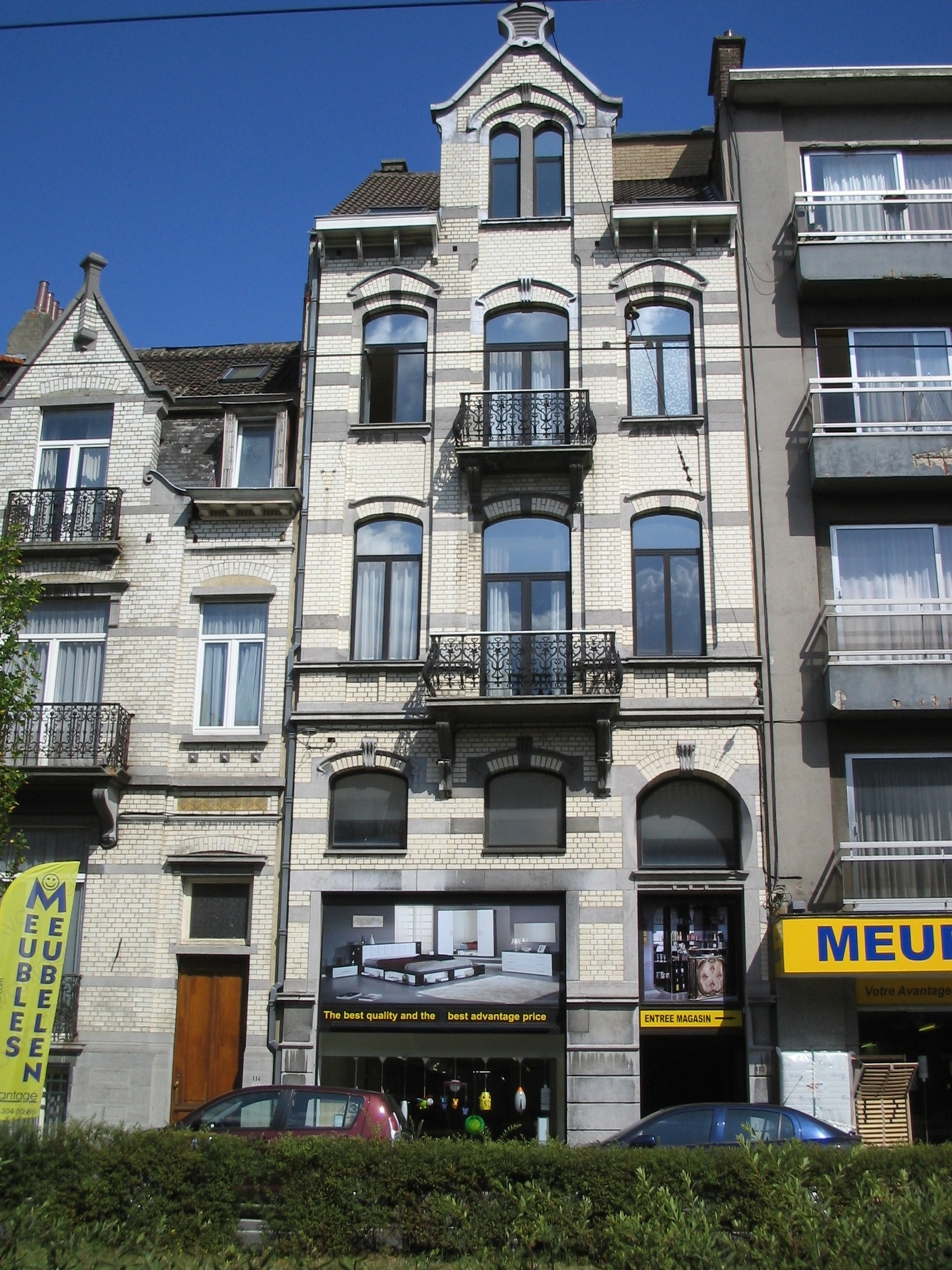
112 avenue de Jette. Koekelberg.

- no 3 : Le maître-verrier Jean-Marc Gdalewitch est installé depuis 1985. Il est intervenu en restauration sur différents bâtiments conçus par Victor Horta, chef de file de l’Art nouveau, parmi lesquels la Maison Autrique à Schaerbeek[2].
- no 8 : Construite en 1896, la maison figure parmi les édifices remarquables de Koekelberg. De style éclectique, elle présente une façade polychrome en briques vernissées avec des bandeaux de pierre bleue. Sous la corniche soutenue par des consoles en bois figurent des faïences peintes[4].
- no 26 : Maison remarquable construite en 1900 sur les plans de l’architecte Vandenkieboom. La maison accueillera jusqu’à la fin des années 1930 la Manufacture de bonneteries Libert-Hasaerts.
- no 45 : Maison remarquable construite en 1910 sur les plans de l’architecte Van Roÿ.
- no 55 : Maison remarquable construite en 1899 sur les plans de l’architecte Hilaire Schoeps.
- no 100 : Maison remarquable construite en 1908 sur les plans de l’architecte Léon Cosyn.
- no 112 : Maison remarquable construite en 1905 sur les plans de l’architecte Hilaire Schoeps.
- no 116 : Maison remarquable construite en 1904[4].